# اوپن‌شیفت
اُپن‌شیفت (به انگلیسی: OpenShift) مجموعه‌ای از محصولات مجازی‌سازی سطح سیستم‌عامل در حوزه رایانش ابری از شرکت ردهت است. نرم‌افزار پرچمدار یان خانواده که با نامِ OpenShift Container Platform شناخته می‌شود نرم‌افزاری با قابلیت نصب بر روی زیرساختِ مشتری است که امکان ارائه بستر به عنوان سرویس را فراهم می‌کند. این محصول با ارائه امکان ساخت نسخ مبتنی بر داکر و مدیریت براساس کوبرنتیز فراهم می‌کند. زیرساخت نصب این سیستم، رد هت انترپرایز لینوکس است. این خانواده برای محیط‌های مختلف، محصولات مختلفی را دارد: OKD، محصول متن‌بازی است که نگهداری و توسعه آن براساس توسعه کاربران انجمنی صورت می‌گیرد. OpenShift Online محصول دیگری است که به عنوان نرم‌افزار به عنوان خدمت، ارائه شده و خدمات متنوعی را به صورت آنلاین ارائه می‌نماید.
کنسول اوپن‌شیفت دارای دو سطح توسعه‌دهنده و مدیر می‌باشد. سطحِ مدیر، امکان ایجاد کانتینر، نظارت بر مصرف منابع و سلامت خدمات، مدیریت کاربران و مواردی از این دست را داراست. سطحِ توسعه‌دهنده، امکان کار با منابع کاربردی در قالب فضاهای کاری را داراست. همچنین اوپن‌شیفت، امکان کار از طریق خط فرمان را جهت پوشش اقدامات لازم در کوبرنتیز را فراهم می‌نماید.

## معماری
تفاوت عمده میان اُپن‌شیفت و وانیلا کوبرنتیز در مفهوم مرتبط با خروجی نهایی (artifacts) است. در اُپن‌شیفت، این خروجی محصولاتِ دسته‌اولی هستند که می‌توان عملیات مربوط به کوبرنتیز را بر روی آن‌ها اجرا نمود. برنامه کلاینت اُپن‌شیفت، که "oc" نامیده می‌شود، مجموعه‌ای از قابلیت‌های زیرساخت اصلی که «kubltctl» را پوشش می‌دهد. با استفاده از این کلاینت، امکان تعامل مستقیم با منابع زیرساختی را فراهم می‌نماید.
برخی دیگر از تفاوت‌های اُپن‌شیفت در مقایسه با کوبرنتیز عبارتند از:
1. از نسخه ۴ به بعد، اوپن شیفت از CRI-O در زمان اجرا استفاده می‌کند. این به معنای عدم حضور داکر در گره‌های مستر و کارگر است؛ که در نهایت منجر به افزایش سطح امنیتی در کلاستر می‌گردد.
2. امکان نصب اُپن‌شیفت از طریق یک مخزن برنامه (image repository) وجود دارد.
3. پیش از نسخهٔ ۴، ردهت به عنوان تنها ارائه دهنده خدمات مربتط با این محصول بود، اما اکنون فضایِ ابریِ آی‌بی‌ام، AWS و vSphere از آن پشتیبانی می‌نمایند.

## زبان‌های برنامه‌نویسی پشتیبانی شده
- هسکل
- نُد.جی‌اس
- روبی
- پایتون
- پی‌اچ‌پی
- پرل
- جاوا
- جاوا اسکریپت

## چارچوب‌های نرم‌افزاری پشتیبانی شده
اُپن‌شیفت از چارچوب‌های نرم‌افزارهای کاربردی وب پشتیبانی می‌کند، با استفاده از API وب هر زبان، بدون این که احتیاجی به تغییر کد اصلی چارچوب مورد نظر باشد.
- Rack برای روبی
- WSGI برای پایتون
- PSGI برای پرل

تعدادی از چارچوب‌های نرم‌افزاری که بدون تغییر بر روی اُپن‌شیفت پشتیبانی می‌شوند شامل موارد زیر هستند:
- کدایگنایتر
- کیک‌پی‌اچ‌پی
- روبی آن ریلز
- جانگو
- Perl Dancer
- Flask
- Sinatra
- Tornado